# Handball-Afrikameisterschaft der Männer 2018
Die 23. Handball-Afrikameisterschaft der Männer fand vom 17. bis 27. Januar 2018 in der gabunischen Hauptstadt Libreville statt. Ausrichter war die Confédération Africaine de Handball (CAHB). Tunesien wurde zum insgesamt zehnten Mal Afrikameister.

## Teilnehmer
An der für zehn Nationalmannschaften ausgeschriebenen Afrikameisterschaft 2018 nahmen folgende Teams teil:
- Algerien
- Angola
- Kamerun
- Republik Kongo
- Demokratische Republik Kongo
- Ägypten
- Gabun
- Marokko
- Nigeria
- Tunesien

Die Auslosung der beiden Vorrundengruppen wurde am 3. November 2017 in der École Ruban Vert in Libreville vorgenommen.

## Austragungsort
Alle Spiele der Afrikameisterschaft 2018 wurden im neuerbauten Sportpalast Libreville ausgetragen, einer Mehrzweckhalle in Libreville mit einem Fassungsvermögen von 6.000 Zuschauern.

## Vorrunde
Die Spiele in den beiden Vorrundengruppen ergaben folgende Abschlusstabellen:

### Gruppe A
| Pl. | Land           | Sp. | S | U | N | Tore      | Diff. | Punkte |
| --- | -------------- | --- | - | - | - | --------- | ----- | ------ |
| 1.  | Tunesien       | 4   | 3 | 1 | 0 | 0120:890  | +31   | 7      |
| 2.  | Gabun          | 4   | 2 | 1 | 1 | 097:1030  | −6    | 5      |
| 3.  | Algerien       | 4   | 2 | 1 | 1 | 0114:1050 | +9    | 5      |
| 4.  | Republik Kongo | 4   | 1 | 0 | 3 | 0105:1180 | −13   | 2      |
| 5.  | Kamerun        | 4   | 0 | 1 | 3 | 0100:1210 | −21   | 1      |

Aufgrund der Punktgleichheit zwischen Gabun und Algerien entschied der direkte Vergleich (26:25 zugunsten von Gabun) über die Abschlussplatzierung.

### Gruppe B
| Pl. | Land                         | Sp. | S | U | N | Tore      | Diff. | Punkte |
| --- | ---------------------------- | --- | - | - | - | --------- | ----- | ------ |
| 1.  | Ägypten                      | 4   | 4 | 0 | 0 | 0121:970  | +24   | 8      |
| 2.  | Angola                       | 4   | 3 | 0 | 1 | 0109:850  | +24   | 6      |
| 3.  | Marokko                      | 4   | 2 | 0 | 2 | 0106:1160 | −10   | 4      |
| 4.  | Demokratische Republik Kongo | 4   | 1 | 0 | 3 | 0106:1180 | −12   | 2      |
| 5.  | Nigeria                      | 4   | 0 | 0 | 4 | 082:1080  | −26   | 0      |

## Hauptrunde

### Viertelfinale
| Datum           | Zeit      | Begegnung      | Begegnung | Begegnung                    | Ergebnis                  |
| --------------- | --------- | -------------- | --------- | ---------------------------- | ------------------------- |
| 24. Januar 2018 | 13:00 Uhr | Tunesien       | –         | Demokratische Republik Kongo | 38:21 (21:12)             |
| 24. Januar 2018 | 15:00 Uhr | Angola         | –         | Algerien                     | 29:27 (13:12)             |
| 24. Januar 2018 | 17:00 Uhr | Republik Kongo | –         | Ägypten                      | 22:37 (15:18)             |
| 24. Januar 2018 | 19:00 Uhr | Gabun          | –         | Marokko                      | 23:26 n. V. (20:20, 9:11) |

Die Sieger der Viertelfinalbegegnungen qualifizierten sich für das Halbfinale, während die Verlierer in der Platzierungsrunde die Plätze fünf bis acht ausspielten.

### Halbfinale
| Datum           | Zeit      | Begegnung | Begegnung | Begegnung | Ergebnis     |
| --------------- | --------- | --------- | --------- | --------- | ------------ |
| 25. Januar 2018 | 17:00 Uhr | Tunesien  | –         | Angola    | 34:14 (16:3) |
| 25. Januar 2018 | 19:00 Uhr | Marokko   | –         | Ägypten   | 19:31 (4:14) |

### Spiel um Platz 3
| Datum           | Zeit      | Begegnung | Begegnung | Begegnung | Ergebnis      |
| --------------- | --------- | --------- | --------- | --------- | ------------- |
| 27. Januar 2018 | 13:00 Uhr | Angola    | –         | Marokko   | 29:26 (17:13) |

### Finale
| 27. Januar 2018 19:00 Uhr | Tunesien | 26:24 | Ägypten | Sportpalast Libreville |
| 27. Januar 2018 19:00 Uhr | (13:15)  |       |         | Sportpalast Libreville |
| 27. Januar 2018 19:00 Uhr |          |       |         | Sportpalast Libreville |

## Platzierungsrunde
| Datum                             | Zeit      | Begegnung                    | Begegnung | Begegnung      | Ergebnis      |
| --------------------------------- | --------- | ---------------------------- | --------- | -------------- | ------------- |
| Spiel um Platz 9:                 |           |                              |           |                |               |
| 25. Januar 2018                   | 11:00 Uhr | Kamerun                      | –         | Nigeria        | 27:19 (16:10) |
| Halbfinale der Platzierungsrunde: |           |                              |           |                |               |
| 25. Januar 2018                   | 13:00 Uhr | Demokratische Republik Kongo | –         | Algerien       | 24:29 (14:15) |
| 25. Januar 2018                   | 15:00 Uhr | Gabun                        | –         | Republik Kongo | 31:30 (16:20) |
| Spiel um Platz 7:                 |           |                              |           |                |               |
| 27. Januar 2018                   | 09:00 Uhr | Demokratische Republik Kongo | –         | Republik Kongo | 23:24 (10:9)  |
| Spiel um Platz 5:                 |           |                              |           |                |               |
| 27. Januar 2018                   | 11:00 Uhr | Algerien                     | –         | Gabun          | 23:24 (14:9)  |

## Endstand
1. Tunesien
2. Ägypten
3. Angola
4. Marokko
5. Gabun
6. Algerien
7. Republik Kongo
8. Demokratische Republik Kongo
9. Kamerun
10. Nigeria

Die drei erstplatzierten Mannschaften Tunesien, Ägypten und Angola qualifizierten sich damit auch für die Weltmeisterschaft 2019, die in Dänemark und Deutschland ausgetragen wird.